# Jasper United
El Jasper United fue un equipo de fútbol de Nigeria que alguna vez jugó en la Liga Premier de Nigeria, la liga de fútbol más importante del país.

## Historia
Fue fundado en el año 1991 en la ciudad de Onitsha por Jude Ezechukwu con el nombre Premier Breweries FC y fue uno de los equipos fundadores de la Liga Nacional de Nigeria, la segunda liga de fútbol en importancia en el país.
En 1994 cambiaron su nombre por el más reciente, logrando el ascenso a la temporada siguiente junto al Kano Pillars, en las que pasaron los mejores años en la historia del club, quedando de subcampeón en sus primeras dos temporadas en la máxima categoría, en la que no fue campeón por gol diferencia y por un punto menos respectivamente, consiguiendo an ambos casos clasificar a la Copa CAF, en donde su mejor participación fue en la edición de 1997, en la que fue eliminado en las semifinales por el Petro Atlético de Angola.
En poco tiempo el club comenzó a bajar su nivel, en el 2001 tuvieron problemas relacionados con violencia en su partido ante el Enyimba FC jugado en Minna, temporada en la que terminaron de 15.º entre 16 equipos, logrando salvar la categoría venciendo en el play-off al Bendel United, pero descendieron a la temporada siguiente tras quedar en la última posición, desaparciendo un año más tarde.
En sus 7 temporadas en la máxima categoría tuvieron un récord de 94 victorias, 44 empates y 91 derrotas.

## Palmarés
- Liga Premier de Nigeria: 0
  - Subcampeón: 2

1996, 1997

## Participación en competiciones de la CAF
| Temporada | Torneo   | Ronda            | Club             | Casa | Visita | Global      |
| --------- | -------- | ---------------- | ---------------- | ---- | ------ | ----------- |
| 1997      | Copa CAF | 1                | Mighty Barrolle  |      |        | w.o.1       |
| 1997      | Copa CAF | 2                | SCC Mohammédia   | 2-0  | 0-2    | 2-2 (4-3 p) |
| 1997      | Copa CAF | Cuartos de final | DSA Antananarivo | 2-0  | 0-0    | 2-0         |
| 1997      | Copa CAF | Semifinales      | Petro Atlético   | 2-1  | 1-4    | 3-5         |
| 1998      | Copa CAF | 1                | ASFA Yennenga    | 0-0  | 2-2    | 2-2 (a)     |
| 1998      | Copa CAF | 2                | Ascot            | 2-2  | 0-1    | 2-3         |

1- Mighty Barrolle abandonó el torneo.

## Jugadores destacados
| - Emmanuel Olisadebe - Victor Okechukwu Brown - Ikechukwu Kalu - Stanley Udenkwor - Uche Akubuike | - Olatunji Adeola - Emmanuel Ekwueme - Cornelius Udebuluzor - Gozie Jonathan Ezeonwurie - Audu Mohammed | - Camir Ogbonna Mbachu - Iemefuna Sudy Ozuah - Ambrose Duru - James Nmaju - Henry Chinedu Emehel |